# Firbci
Skupina Firbci so narodnozabavna zasedba, ki deluje od leta 2021. Izvajajo narodnozabavno in zabavno glasbo s štiriglasnim petjem. Njihova najbolj znana pesem je priredba hrvaške pesmi Brajde, ki so jo kot duet s hrvaškim izvajalcem Limo Lenom ustvarili poleti 2024. Pesem je podrla rekord v številu ogledov na narodnozabavni sceni v 24 urah po izidu.

## Zasedba
Ansambel sestavljajo brata vokalist Jaka Šinkovec in harmonikar Gašper Šinkovec, njun bratranec basist Gregor Janežič ter kitarist Jakob Končina, leta 2023 se jim je pridružil bobnar Jan Gole, leta 2025 pa Gašper Bizjak na baritonu.

## Delovanje
Na začetku glasbene poti je bil njihov mentor Rok Švab iz narodnozabavnega Ansambla Modrijani, ki je tudi avtor glasbe njihovega prvenca A lahko? ter naslednjih pesmi: Nobena druga, Ne zbudite me, Ni mi žal, Podnevi, ponoči, ter avtor besedila in melodije skladb Ej, kozarček in Pleši. V vlogi piscev besedil in melodij se je predstavili harmonikar Gašper Šinkovec, ki je napisal glasbo in melodijo za pesmi Deja vu, Ideal, Skupaj zaspat in Polna luna ter melodijo pesmi Mika me. Besedilo in melodijo za pesem Mama Manka je ustvaril Jakob Končina. Pri ustvarjanju pesmi so sodelovali z veliko znanimi slovenskimi pisci besedil in glasbeniki, kot so Rok Lunaček, Jože Umek, Alen Klepčar in Rok Piletič. Leta 2024 so izdali prvi album z naslovom A lahko?
Člani skupine na oder prinašajo obilo energije in vedno poskrbijo za novosti. Kot prvi so snemali dva videospota na enkrat iz različnih perspektiv. Sočasno so snemali zgodbi za pesmi Mama manka in Ona hoče, enkrat s perspektive Mame Manke, drugič je v ospredju ljubezenska zgodba med kmečkim fantom in dekletom, ki se po diplomi vrača iz mesta. V obeh spotih se pojavljajo enaki kadri, ki se jih da opaziti ob zaporednem ogledu obeh videospotov. Marca 2025 so kot prvi uprizorili narodnozabavno komedijo, katere premiera je bila v Škocjanu in nosi naslov Komedija s Firbci. V njej so združili narodnozabavno glasbo in zabavno zgodbo, v igranem delu, komediji, pa so kot glavni igralci nastopili Urška Vučak Markež, Sašo Dobnik, ki je poznan kot komedijant Gasilec Sašo, ter Nevenka Stepan kot Zinka. To je bila prva tovrstna predstava v Sloveniji, ideja pa je nastala po tem, ko je pesem Brajde dosegla velik uspeh. Scena je postavljena pod brajdo, vsi nastopajoči igralci pa so tudi nastopajoči v videospotu za pesem Brajde.

## Sodelovanja
Firbci so posneli štiri duete, po enega s harmonikašico Tjašo Božič, hrvaškim izvajalcem Limo Lenom, Ansamblom Nemir ter skupino Tequila.

## Uspehi
- 2023: Festival Ptuj - 1. nagrada občinstva, nagrada za najboljšo trio zasedbo: Pleši[4]
- 2022: Novoletni festival narodnozabavne glasbe Dolenjske Toplice - nagrada za najboljšo vokalno izvedbo, plaketa Jožeta Skubica: Ni mi žal[5]

## Seznam skladb
Ansambel Firbci je znan po naslednjih skladbah:
- A lahko?
- Ne zbudite me
- Nobena druga
- Ni mi žal
- Deja vu
- Ej kozarček
- Ponoči, podnevi
- Pleši
- Punca
- Polna luna
- Mika me
- Ideal
- Brajde (duet z Limo Lenom)
- Malo gor (duet s Tjašo Božič)
- Ona hoče
- Mama Manka
- Skupaj zaspat
- Kozolček (duet z Ansamblom Nemir)
- Tinka Tonka
- Frajla (duet s skupino Tequila)

## Diskografija
Skupina Firbci je do sedaj izdala en album:
1. A lahko? (2024)